# Senecio ricardii
Senecio ricardii là một loài thực vật có hoa trong họ Cúc. Loài này được Martic. & Quezada miêu tả khoa học đầu tiên năm 1974.